# Księstwo Lukki
Księstwo Lukki (wł. Ducato di Lucca) – dawne państwo w północnej części dzisiejszych Włoch, istniejące w 1815–1847. Położone było w dzisiejszej prowincji Toskania, na południowych stokach Apeninu Toskańskiego, u wschodniego wybrzeża Zatoki Genueńskiej. Sąsiadowało z Księstwem Modeny i Reggio od północy oraz Wielkim Księstwem Toskanii od południa. Stolicą księstwa była Lukka. Formalnie było państwem niepodległym, jednak o ograniczonej suwerenności militarnej, ze stałym korpusem wojsk Austrii i działającym z poręczenia cesarza gubernatorem.
Zostało utworzone z okręgu Lukki, wchodzącego w skład Księstwa Lukki i Piombino. Powołane dla byłej królowej Etrusków Marii Ludwiki (1782–1824) mocą traktatu zawartego na kongresie wiedeńskim 9 czerwca 1815. Po objęciu rządów przez jej syna Karola Ludwika (1799–1883) w Księstwie Parmy i Piacenzy, 17 grudnia 1847 zostało inkorporowane do Wielkiego Księstwa Toskanii. Poprzedziło to porozumienie trójstronne zawarte 5 października tego roku we Florencji pomiędzy władcą a Leopoldem II z Toskanii i Franciszkiem V z Modeny. Unifikacja Lukki w wielkim księstwie zakończyła się 25 lutego 1848, przywróceniem kary śmierci na terytorium całej Toskanii.

## Książęta
| Okres          | Okres           | Imię                      | Portret | Księżna małżonka                   | Dziedziczny książę       |
| Od             | Do              | Imię                      | Portret | Księżna małżonka                   | Dziedziczny książę       |
| -------------- | --------------- | ------------------------- | ------- | ---------------------------------- | ------------------------ |
| 9 czerwca 1815 | 13 marca 1824   | Maria Ludwika (1782–1824) |         | wdowa                              | Karol Ludwik (1799–1883) |
| 13 marca 1824  | 17 grudnia 1847 | Karol Ludwik (1799–1883)  |         | Maria Teresa Sabaudzka (1803–1879) | Ferdynand (1823–1854)    |